# وو هي-يونغ
وو هي-يونغ (هانغل: 우희용) هو لاعب كرة قدم كوري جنوبي في مركز الوسط، ولد في 13 نوفمبر 1963 في سول في كوريا الجنوبية. لعب مع شتوتغارت كيكرز.